# (1768) Appenzella
Appenzella és l'asteroide número 1768. Es troba a les regions internes del cinturó d'asteroides. Va ser descobert per l'astrònom Paul Wild des de l'Observatori de Berna-Zimmerwald (Suïssa), el 23 de setembre de 1965.